# フルーティー侍
『フルーティー侍』（フルーティーざむらい）は、日本のアニメ作品。制作は株式会社ハッピープロジェクト。

## 概要
頭が果物の侍たちが登場する、シュールかつスタイリッシュな時代劇風コメディ。日本の伝統的な様式美を取り入れつつ、無言の動きと表情で笑いを誘うスタイルが特徴。
2009年にYouTubeで公開された後、2013年にはテレビシリーズ化され、キッズステーション内での放送が決まった。翌年には、「第4回 衛星放送協会オリジナル番組アワード」で、アニメ番組部門のオリジナル番組賞を受賞した。

## 特徴
- セリフの無い「サイレントコメディ」形式
- 本格的な殺陣を学んだスタッフによるリアルな動きの再現
- シュールでユニークなキャラクターデザイン
- DVD、書籍、グッズなどのメディア展開あり[3][4][5]

## 登場キャラクター
赤林檎侍（あかりんござむらい）
正義感が強く、悪は決して見逃さない。剣術の腕もよく、向かうところ敵なし。お人好しゆえの苦労が絶えない。
西瓜侍（すいかざむらい）
町で評判の名医。頼りになる存在として、誰からも雇われている。剣術の腕も達人との噂も…。
鰐梨侍（アボカドざむらい）
町で悪名高い札付き。ごろつき三人衆の一人。流行に敏感で、最新の鉄砲を懐（ふところ）に隠し持っている。
鳳梨侍（パイナップルざむらい）
町で悪名高い札付き。ごろつき三人衆の一人。ファンキーな頭が特徴的。
椰子侍（ココナッツざむらい）
町で悪名高い札付き。ごろつき三人衆の一人。中心塔で、お調子者。逃げ足が速い。
流蓮侍（ドリアンざむらい）
威圧感のある風貌で豪腕。剛毅木訥で、余計なことは離さない。実は心優しい一面も。
桜桃侍（さくらんぼざむらい）
町を元気に駆け回る、やんちゃな兄弟。強くてかっこいい侍に憧れている。二人はどこでも一緒で仲良し。
実芭蕉侍（バナナざむらい）
強面で威圧感はあるが、それがモテない理由だと気づいていない。甘栗侍と共に行動している。
甘栗侍（あまぐりざむらい）
無精髭で物静か。いつも肝心なところで刀が抜けないのが一番の悩み。実芭蕉侍と共に行動している。
青林檎侍（あおりんござむらい）
「無双林檎流剣術」の道場主。門弟からの信頼は厚いが、稽古は嫌い。嫁には頭が上がらない。

## 制作裏話
代表が殺陣を学ぶために道場に通い、スタッフがその動きを撮影してアニメーションに反映。ふざけた内容とは裏腹に、制作現場は真剣そのものだったという逸話もある。